# 팻 모리타
팻 모리타(Noriyuki "Pat" Morita(森田則之), 1932년 6월 28일 ~ 2005년 11월 24일)는 미국의 배우이다.
그는 1932년 미국 캘리포니아에서 출생하였다. 2차 대전 중 수용소 생활을 경험하기도 했으며 1967년 줄리 앤드루스가 주연한 뮤지컬 <신세대 밀리>에서 ‘동양인 2’역으로 데뷔했다. 이후 스탠드업 코미디언과 TV 시리즈의 단역을 거쳐 1974년 TV 시리즈 <해피 데이즈>로 크게 주목을 받았다. 84년 영화 《베스트 키드》에서 주인공의 스승 미야기 사범 역으로 출연하여 인지도가 높아졌다.
2005년 11월 24일 라스베이거스의 병원에서 자연사하였다. 항년 73세. 12년간 결혼 생활을 했던 부인 에벌린 모리타는 공식 발표를 통해 '전 생애를 연기와 코미디에 바친 사람이었다'라고 회고했다. 라스베이거스의 팜 그린 밸리 묘지에 안장되었다.

## 참여 작품
- 모던 밀리
- 형사 콜롬보
- 하와이 파이브-O
- 매시 (드라마)
- 해피 데이스 (시트콤)
- 미드웨이 (1976년 영화)
- 그레이트 볼카노
- 베스트 키드
- 베스트 키드 2
- 허니문 인 베가스
- 아메리칸 닌자 5
- 카우걸 블루스
- 가라데 키드 (영화)
- 더 프레시 프린스 오브 벨 에어
- 타임마스터
- 제시카의 추리극장
- 보이 미트 월드
- 스파이 하드
- 투혼 3
- 패밀리 매터스
- 못말리는 번디 가족
- 닥터 슬론
- 뮬란 (1998년 영화)
- 인페르노 (1999년 영화)
- 브라더 (2000년 영화)
- SOS 해상 구조대
- 센터 오브 월드
- 화산고
- 예스, 디어
- 뮬란 2
- 로봇 치킨